# Laing O'Rourke
Pour les articles homonymes, voir Laing et O'Rourke.
Laing O'Rourke est une entreprise multinationale du Kent, au Royaume-Uni. C'est une des plus grosses entreprises privées de construction du Royaume-Uni.
Elle construit des infrastructures à travers le monde (Dubaï, Londres, etc.).